# Backa (Rättvik)
Backa is een plaats in de gemeente Rättvik in het landschap Dalarna en de provincie Dalarnas län in Zweden. De plaats heeft 198 inwoners (2005) en een oppervlakte van 59 hectare.